# 索菲·多德蒙
索菲·多德蒙（法語：Sophie Dodemont，1973年8月30日—）生于圣马克桑斯桥，法国女子射箭运动员。曾联同维尔日妮·阿诺尔德和贝伦热蕾·舒获得2008年北京奥运女子射箭团体赛季军。